# PureVolume
PureVolume ist eine Website für Bands und Musiker. Jeder Künstler und jede Band kann dort eine eigene Microsite anlegen, die Neuigkeiten, Fotos, kommende Auftritte, Hintergrundinformationen bzw. Biographien, Kontaktinformationen und Musik enthält. Diese kann sowohl heruntergeladen als auch auf der Website angehört werden. PureVolume hat über 500.000 angemeldete Künstler, meistens aus dem Rock-, Alternative-Rock-, Indie-Rock- und Punkrock-Bereich bzw. deren Subgenres. Dazu gehören sowohl bekannte Mainstream-Bands als auch aufsteigende und Indie-Bands. Eine vergleichbare aber wesentlich größere Website ist MySpace.

## Features
- Es gibt die Möglichkeit, sich als Künstler über einen kostenlosen Account anzumelden, oder auch eine kostenpflichtige Mitgliedschaft. Die Accounts für normale User sind kostenlos.
- Künstler können ihre MP3-Dateien hochladen, eine Freundesliste führen und ihre Shows auf deren Seiten veröffentlichen.
- Aktuelle Ereignisse von Künstlern erscheinen auf dem Profil der befreundeten User.
- Der User legt bestimmte Kategorien fest, über die er mit gleichgesinnten Usern in Kontakt treten kann.
- Bands können PureVolume dafür bezahlen, dass sie für sie mit einem „Pure-Promo“-Programm werben. Einige Bands werden auch vom PureVolume-Personal ausgesucht und erhalten dieses kostenlos („Pure Pick“).
- Es gibt genre-spezifische PureVolume-Charts